# Колодри (Варезе)
Колодри је насеље у Италији у округу Варезе, региону Ломбардија.
Према процени из 2011. у насељу је живело 44 становника. Насеље се налази на надморској висини од 348 м.